# 오욱철
오욱철(吳旭哲, 1959년 2월 5일~)은 대한민국의 배우이다. 1981년 KBS 특채 탤런트로 데뷔하였다.

## 학력
- 용산고등학교
- 영남대학교 회계학과

## 출연

#### 드라마
- 1986년 KBS1 《원효대사》- 심상 역
- 1987년 KBS2 《TV 손자병법》
- 1987년 KBS2 《욕망의 문》- 신재복 역
- 1988년 KBS2 《훠어이 훠어이》- 오상수 역
- 1989년 KBS2 《왕룽일가》- 소대원 역
- 1989년 MBC 《제2공화국》 - 박준규 역
- 1991년 MBC 《여명의 눈동자》 - 미나미미야 야스이 역
- 1992년 KBS2 《해뜰날》
- 1993년 KBS1《먼동》
- 1993년 KBS2《일요일은 참으세요》
- 1994년 MBC 《종합병원》 - 일반외과 의국장 박재훈 역
- 1995년 KBS2 《간 큰 남자》
- 1995년 SBS 《코리아게이트》- 신윤희 역
- 1996년 MBC 《아이싱》 - 신대철 역
- 1996년 MBC 《그들의 포옹》- 오 반장 역
- 1997년 KBS2《오늘은 왠지》
- 1997년 KBS2《질주》
- 1997년 KBS2 《그대 나를 부를 때》 - 왕대(장성필) 역
- 1998년 KBS2 《맨발의 청춘》 - 장명석 회장 고문 변호사 역
- 1998년 MBC 《내일을 향해 쏴라》
- 1999년 MBC 《미니 연작 - 봄 - 우리들의 왕따》
- 1999년 SBS 《고스트》 - 백 반장 역
- 2000년 KBS2 《부부클리닉 사랑과 전쟁》
- 2000년 MBC 《느낌이 좋아》
- 2000년 KBS2 《성난 얼굴로 돌아보라》 - 조 형사 역
- 2001년 KBS2 《귀여운 여인》 - 독고전문의 심복 역
- 2006년 MBC 《주몽》 - 황자경 역
- 2008년 MBC 《종합병원 2》 - 일반외과 스태프 박재훈 역
- 2009년 KBS2 《천추태후》 - 조행수 역
- 2009년 KBS2 《천하무적 이평강》 - 마현태 역
- 2011년 KBS2 《광개토태왕》 - 가라지 역

### 광고
- 1993년 SK하이닉스 현대 CD비전
- 1994년 동화약품 판콜에스
- 1995년 일동제약 아로나민골드
- 1996년 마시쎄븐 온열치료기